# ريكي كوكي
ريكي كوكي (بالإنجليزية: Ricky Cooke)‏ هو منافس ألعاب قوى أسترالي، ولد في 9 أغسطس 1969.

## روابط خارجية
- ريكي كوكي على موقع النتائج التاريخية لألعاب القوى الأسترالية (الإنجليزية)